# Power moves
Power moves (angl. "silové pohyby") jsou nejznámější a také nejvíce efektní složka pouličního tance breakdance. Jedná se o silové pohybové prvky, které mají základ v gymnastických cvicích. Tanečníci prostě viděli zajímavé pohyby, jaké předváděli gymnasté na olympiádách, a rozhodli se je zkusit taky.

## Power moves a gymnastika
Je ale důležité uvědomit si rozdíl mezi power moves a gymnastikou. Power moves z gymnastiky pouze vycházejí, byla to jejich počáteční inspirace. Neznamená to však vůbec, že by power moves byly pouze kopií. Základní sortiment pohybů každého zkušenějšího tanečníka tohoto tanečního stylu je mnohem rozsáhlejší než gymnastické cviky. Hlavní příčinou toho je, že tanečníci si vymysleli desítky variací na každý pohyb, který okoukali. Například pouhá změna z propnutých nohou na skrčené zásadně změní vzhled celého pohybu.
Tyto variace vznikají stále nové a nové, protože hlavní motto všech tanečníků stylu Break dance je být originální. To znamená, že každý tanečník se snaží vymyslet nějakou novou variaci jakéhokoliv známého cviku, aby všem ukázal, že je kreativní a umí takový pohyb, jako nikdo jiný. Taneční komunita si takovýchto věcí velice váží.

## Druhypower moves
Nejznámější ze všech power moves je takzvaný headspin. Již z názvu, pro toho kdo ovládá angličtinu, je jasné, že jde o točení na hlavě. Mezi lidmi, kteří nejsou aktivními tanečníky stylu Break dance, je tento pohyb velice známý. Má to několik důvodů. Prvním je ten, že točení na hlavě byl jeden z prvních originálních pohybů, který si tanečníci vymysleli. Nikde jinde takovéto věci nešlo vidět. Tento důvod však není hlavní. Příčina, proč lidé mají největší povědomí právě o tomto pohybu a proč si také pod slovem Break dance vybaví právě točení člověka na hlavě je to, že je to prostě neobvyklé a velice efektní. Není nejlehčí dokonale ovládnout tento pohyb a proto se s ním jen tak nesetkáte. Je jasné, že když kdykoliv a kdekoliv člověk udělá tento pohyb, vzbudí tím velký rozruch kolem sebe.
Další power moves, nebo jak se občas česky říká, silové pohyby, jsou také velmi náročné na naučení, na fyzickou zátěž i na překonání sama sebe. Jde například o windmill. Toto anglické slovíčko znamená větrný mlýn. Důvod, proč je tento pohyb pojmenovaný právě po větrném mlýnu je jasný hned, jakmile pohyb uvidíte. Tanečník tělem leží na zemi ale jeho nohy jsou ve vzduchu. Točí se horizontálně velmi rychle kolem své osy. Jelikož má nohy ve vzduchu, při otáčení vzniká obraz, který připomíná otáčení lopatek větrného mlýna. Proto tento název. Tento pohyb má desítky variant. Skrčené nohy, propnuté nohy, držení nohy jednou rukou, držení obou nohou a mnohé další. Každá varianta vypadá naprosto jinak. Základ je však stejný, točení se kolem své osy při ležení na zemi. V podstatě to stejné, jako když malé dítě válí sudy.
Flares nebo také česky nazývaná kola. Jde o pohyb, který je dobře znám i gymnastům. S tím rozdílem, že gymnasté je nejčastěji předvádějí na koni a tanečníci Break dance na zemi. Pohyb je možno zvládnout dvěma způsoby. Buďto velkou silou, kterou držíte tělo ve vzduchu, a nebo zvládnutím určité techniky. Všeobecně v tomto tanci platí, že technické zvládnutí je lepší než silové. Pokud se naučíte technicky pohyb, nepotřebujete na něj tolik síly. Proto i malé děti, které trénují od malička, dokáží velice náročné a pro publikum často nepochopitelné pohyby. Naučení toho pohybu může zabrat celé roky a tisíce a tisíce opakování, pokud jej chcete zvládat na nejvyšší možné úrovni.

## Kombinace
Existují další pohyby, jako například točení se na jedné nebo dvou rukách, přeskakování své osy těla pouze za doteků rukou země a nohou ve vzduchu a tak dále a tak dále. Pohybů je opravdu velké množství a vznikají neustále nové, protože každý chce být originální. Nejdůležitější je, umět spojit všechny tyto pohyby dohromady v dobře vypadající a také technicky a silově náročné kombinace. Například tanečníci dokáží se roztočit na hlavě a plynule změnit svůj pohyb do windmillu a následně z něj udělat kola. Jsou to právě tyto komba, která nejvíce odlišují tanečníky od sebe. Jelikož cviků je veliké množství, jejich kombinací je proto několikanásobně více.